# Русе
Русе (буг. Русе; старински Рушчук) је пети по величини град у Републици Бугарској, у крајњем северном делу земље. Име града асоцира на народ Русе, односно „руско”, који су се ту много пута бавили, током ратова са Турцима. Град је и седиште истоимене Русенске области, где са пар приградских насеља чини засебну општину Русе.
Град Русе је познат као највећа бугарска лука на Дунаву.

## Географија
Русе се налази у крајње северном делу Бугарске, на самој граници са Румунијом - граница је река Дунав. Он одваја Русе од румунског града Ђурђуа. Од главног града Софије град је удаљен око 300 km североисточно, а главни град Румуније, Букурешт, је много ближи - 75 километара северно од Русеа. Град је удаљен око 200 км од Црног мора код луке Варна.
Русе се развио у средишњем делу Влашке низије, на стратешки и прометно важном прелазу преко Дунава. На овом месту Влашка низија је преко удолине јужно од града повезана са долином Марице и даље се са Егејом и Малом Азијом. Данас је то саобраћајни правац Букурешт - Истанбул.
Рељеф: Област Русеа се налази у области бугарског Подунавља. Град се сместио у бреговитом подручју јужне Влашке низије, на 15–60 m надморске висине. Средња надморска висина је града је 45 m
Клима: Клима у Русеу је континентална.
Воде: Покрај Русеа протиче река Дунав, која је истовремено и граница ка суседној Румунији. Русе је највећи град у држави који се налази на овој важној европској реци.

## Историја
Русе је првобитно био трачко насеље, а затим римски Сексагинта Приста (Sexaginta Prista).
Током средњег века град био у саставу Бугарске. 1380. године први пут се спомиње насеље са данашњим именом. Већ 1388. године град је пао под власт Османлија.
У 17. веку помињу се у месту трговци Дубровчани, са својим поседима. Било их је 1649. године 22 трговца на броју, а исто је и 1685. године. То су Срби католици, а уз њих су и сарадници Бугари прешли у католицизам.
Јован Гавриловић је 1853. године описао Рушчук: "То је велики град, у којем се велика трговина води са дунавском рибом. Има 30.000 житеља, једну цркву и једно мешовито училиште. Поља око Рушчука су лепа и пространа, али необрађена и пуста."
Ту су се у сваком рату водиле велике борбе, и редовно су са једне стране Турци. Омер-паша Латас се дуже са својом војском бавио у Рушчуку 1854. године, док су их угрожавали Руси. Са турском војском се тада налазио Димитрије Кастриот бег, кнез римокатоличких Мирдита. Он је потомак славног Скендер-бега, а са собом је носио породична документа, фермане старе петсто година.
У граду је постојала турска Фабрика муниције (фишеке), која је после низа експлозија изгорела јула 1855. године. Прошла је кроз Рушчук телеграфска линија 1856. године. У старо време Патријаршија бугарска је као и царство имала седиште у граду Трнов, а Рушчук је у оквиру ње столица Митрополије Чрвенска. За време егзархата, ту је седиште митрополита Григорија, који се налазио на челу епархије Доростелске и Червенске. Бугарски лист „Славјанин”, који је излазио у Рушчуку је редовно размењивао примерке са „Стражиловом” из Новог Сада (до 1881).
1878. године град је постао део савремене бугарске државе. Од тада град је потпуно променио изглед и добио црте 'европског града'. Крајем 19. века, објављен је попис житеља у том граду; било је ту 1894. године 28.121 становник.
1954. године између Русеа и Ђурђуа, односно Бугарске и Румуније отворен је мост преко Дунава, који је и данас једини мост између ове две државе, које дели Дунав великом дужином.

## Срби у Русеу
У Рушчуку је као пограничном и прометном месту на Дунаву, било Срба. Али Бугарска политика „славјанства” је вешто избегавала да помене српско присуство. Једну бугарску историјску књигу објављену у Пешти 1836. набавили су у Галацу претплатници, очигледно Срби из „Рухчука” (Рушчука): Хаџи Иванчо Спасовић, Иван Поповић, Јанко Златановић и Николај Скопи (Цинцарин?).
Оглас који су објављивале српске новине 1856-1857. године говори супротно. Управитељ новоустановљене полугимназије у бугарском граду Шумену, Сава Илијев Доброплодни је позивао „књижевнике” учене Србе из Србије, да дођу јер је упражњено место на катедри за „славено-србски” језик. Један пут тражу учитеља, а други пут учитељицу, и тако сваке јесени две године, али не каже се чију ће ови децу учити. Очигледно српску, тамошњу чије постојање није вредно помена, a реч је о удаљеном граду Шумену, у централној Бугарској. Професор Сава Доброплодни је 1855. године предавао у вишој гимназији у Карловцима. Он је сада (у Бугарској) нудио путне трошкове, солидну плату и повластице, а пријаве би ишле преко Рушчука, на посредника тамошњег Кличијана Пенчевића и синове. Једна српска учитељица је 1856. године заиста отишла да предаје у Шумену.
У Рушчуку, граду на десној обали Дунава 16 година је био учитељ Петар Дамјановић. Показао је велики успех, али су га „грчки” агенти оклеветали код Турака, па је морао од 1857. године провести годину дана на раду у Шумену. У борбама са Турцима 1868. године јунаштвом се великим истакао поп Стеван (очигледно Србин) из Руштука, који је убио вођу заптија, а затим се залетео међу остале и чак 15 их исекао, пре него што су га заробили.
Још 1844. године неколико Срба у Рушчуку, и њихових пријатеља је претплатом набавила филозофску књигу преведену са француског, објављену у Београду, српском ћирилицом. Били су то грађани: Тодораћи Михајловић (касир Камарашне тј. Општине Свиштовске), Илија Теодоровић касир Кам. Рушчукске, Стефан Станишић секретар Кам. Рушчукске - три књиге: за кћерку Марију, синове Павла и Велимира. Ту су и пријатељи Срби са стране, Риста Стефановић (магазионер Кам. Тотроканске), и Јован и браћа Божићи (трговци из Београда).
Славни српски богаташ, трговац и бродовласник „Капетан Миша” - Миша Анастасијевић имао је своју сталну „камарашију”. Била је то трговачка агенција коју је чинила мала посада поузданих чиновника: пословођа, секретар, новчар (касир), две кантарџије и чувар.
Рушчук је 1850. године био изузетан претплатнички пункт за једну књигу; превод са француског на српски језик Љубомира Ненадовића. Тамошњи Јован Јовичић „камараш” је окупио читаоце са свим страна данашње територије Бугарске. Поред бројних писмених грађана из Рушчука, ту се срећу и они из Свиштова, Лом Паланке, Галца, Ђурђева и Велике Трнаве. Из Рушчука су били: Лука Клицан агент вапора (за децу Матеја, Антонија и Јована), Јован Јовичић камараш „Ручунскиј” (родом из Пореча), Исраил Ково касир камарашије Рушчук, Вартан Хаџиков секретар камарашије, Јованча Хаџи Пенчовић велико-купац и „султанског нишана кавалир”, Никола И. Кантаранџић трговац (рођен у Филиби), Константин Агора секретар камарашије Хаџи Пенчовића, Јован Хаџи Пенчовић главни трговац житарски и марвени, Петар Хаџи Пенчовић „љубитељ просвете и тутор школа”, Јован Мавриди велико-купац житарски и марвенски и „члан компромијеног суда” у Рушчуку, Димитрије Плати Елинос секретар компаније Хаџи Атанасија Пенчовића у Рушчуку, Михаил Мариновић трговац мануфактуре, Лазар Михаиловић "материјалист" и трговац житарски, Евстатије Стефановић за сина Михаила, Геца Коговић трговац мануфактуре и тутор црквени, Петар Папазоглу и син - трговац мануфактуре и тутор школски, Доча Гановић за синове, Гена Станчоглу трговац марвени, Симеон Јовановић трговац и комисар за синове, Симеон Пеновић трговац, Симеон Симеоновић трговац, Атанасије Хаџи Пеновић, Марин Цветковић, Марин Василијевић и Анђел Николајевић - трговци, Никола Димитријевић „материјалиста”, Јован Мариновић трговац, госпођа Параскева Дамјановић „учитељ грчки и бугарски”, Христа Драговић учитељ „славено-бугарски” (тј. српски) и Теодор Јакамиди „виших наука слушатељ” у Атини.
Књигу Србина Милана Давида Рашића, бившег управитеља школе и учитеља у Рушчуку, објављену 1852. године у Бечу, куповали су Срби у Рушчуку: Праскева Дамјановић учитељица, Теодораћи Георгијевић трговац и Јованица Лазаров трговац. Књигу руског научника Гилфердинга, преведену на српски језик од стране Милићевића, набавио је у Букурешту 1857. године Евстатије Цонаковић секретар рушчукске „камаратије”. Када је 1879. године умро у Рушчуку, становник књижевник Љубен Каравелов, велики пријатељ Срба, достојно су се показали тамошњи Срби. Покојнику су током сахране одали велику почаст и изразили захвалност Срби из Рушчука: Коста Матић (родом из Србобрана), Пера Јовановић, Ђорђе Силађи, Светозар Деспотовић, Стеван Докић, Самоило и Алекса Стефановић, Милош Радовановић, Васа Кокановић и Алекса Пржић. Они су поред положеног венца на свиленом јастучићу, у њега ставили један лист покојникових новина „Знамије” и златно перо.
Попут других земаља и наш Српски конзулат у Рушчуку је радио 1882. године. Марко Николић учитељ у Рушчуку 1885. године, сарађује са новосадским часописом „Стражиловом”. Тражио је да му се врати његов рукопис „Житни метиљ”. У новосадском књижевном часопису, на насловној страни песму под насловом „Резигнација”, објавио је извесни Д.Ј.И. из Рушчука. Аксентије Аксентијевић из Рушчука, је био 1887-1889. године претплатник Змајевог шаљивог листа „Стармали” из Новог Сада, и остао дужан скоро 17 ф. За време великих немира у Бугарској, посебно у Рушчуку, ухапшени су октобра 1888. године као подстрекачи, очигледно Срби, Петковић, Гучев и Ивановић.

## Становништво
По проценама из 2010. године град Русе има око 165.000 становника. Велика већина градског становништва су етнички Бугари православне вероисповести. Остатак су Роми, Турци и Руси. Последњих 20-ак година град губи становништво због удаљености од главних токова развоја у земљи. Оживљавање привредне и културне сарадње са оближњом Румунијом требало би зауставити негативни демографски тренд.

## Занимљивости
Град Русе сачувао је градско језгро са краја 19. и почетка 20. века са више цркава и много кућа, здања у „нео-стиловима“.
Овде се налази Споменик слободи (Русе).

## Партнерски градови
- Перистери
- Волгоград
- Ђурђу
- Братислава
- Астрахан
- Будимпешта XI округ
- Трогир

## Галерија
- Саборна црква
- Палата правде
- Доходно здање
- Дворац Батенбергових
- Градско читалиште
- Градска кућа
- Споменик слободе
- Једна од градских палата